# Mama (Spice Girls)
Mama is de vierde single van de Spice Girls, die afkomstig is van de compact disc Spice. Het eerbetoon aan moeder, dat op initiatief van Melanie B werd gecomponeerd, verkocht goed in bijna alle landen van Europa, maar ook Australië en Nieuw-Zeeland lieten zich niet onbetuigd. Het succes werd daarbij uiteraard geholpen door de aanstaande Moederdag, in het Verenigd Koninkrijk valt Moederdag drie weken voor Pasen, dit in tegenstelling tot België en Nederland waar het de 2e zondag in mei wordt gevierd.
De single uit 1997 werd in 2008 uitgebracht als downloadsingle om opnieuw in de hitparade te komen.
In de videoclip zijn de moeders te zien van de afzonderlijke Spice Girls; zij houden ieder een foto bij zich van hun dochter.
De single werd uitgebracht in combinatie met Who Do You Think You Are; in het ene land verkocht het ene nummer beter dan het andere.

## Versies
- UK CD1/ Japanse CD

1. "Mama" [radio version] - 3:40
2. "Who Do You Think You Are" [radio version] - 3:44
3. "Baby Come Round" - 3:22
4. "Mama" [Biffco Mix] - 5:49

- Duitse versie CD

1. "Mama" [radioversie] - 3:40
2. "Mama" [albumversie] - 5:03
3. "Who Do You Think You Are" [radioversie] - 3:44

## Hitnotering
| "Mama / Who Do You Think You Are" in de Nederlandse Top 40 binnen 15-03-1997 | "Mama / Who Do You Think You Are" in de Nederlandse Top 40 binnen 15-03-1997 | "Mama / Who Do You Think You Are" in de Nederlandse Top 40 binnen 15-03-1997 | "Mama / Who Do You Think You Are" in de Nederlandse Top 40 binnen 15-03-1997 | "Mama / Who Do You Think You Are" in de Nederlandse Top 40 binnen 15-03-1997 | "Mama / Who Do You Think You Are" in de Nederlandse Top 40 binnen 15-03-1997 | "Mama / Who Do You Think You Are" in de Nederlandse Top 40 binnen 15-03-1997 | "Mama / Who Do You Think You Are" in de Nederlandse Top 40 binnen 15-03-1997 | "Mama / Who Do You Think You Are" in de Nederlandse Top 40 binnen 15-03-1997 | "Mama / Who Do You Think You Are" in de Nederlandse Top 40 binnen 15-03-1997 | "Mama / Who Do You Think You Are" in de Nederlandse Top 40 binnen 15-03-1997 | "Mama / Who Do You Think You Are" in de Nederlandse Top 40 binnen 15-03-1997 | "Mama / Who Do You Think You Are" in de Nederlandse Top 40 binnen 15-03-1997 | "Mama / Who Do You Think You Are" in de Nederlandse Top 40 binnen 15-03-1997 | "Mama / Who Do You Think You Are" in de Nederlandse Top 40 binnen 15-03-1997 | "Mama / Who Do You Think You Are" in de Nederlandse Top 40 binnen 15-03-1997 | "Mama / Who Do You Think You Are" in de Nederlandse Top 40 binnen 15-03-1997 |
| Week                                                                         | 1                                                                            | 2                                                                            | 3                                                                            | 4                                                                            | 5                                                                            | 6                                                                            | 7                                                                            | 8                                                                            | 9                                                                            | 10                                                                           | 11                                                                           | 12                                                                           | 13                                                                           | 14                                                                           | 15                                                                           |                                                                              |
| ---------------------------------------------------------------------------- | ---------------------------------------------------------------------------- | ---------------------------------------------------------------------------- | ---------------------------------------------------------------------------- | ---------------------------------------------------------------------------- | ---------------------------------------------------------------------------- | ---------------------------------------------------------------------------- | ---------------------------------------------------------------------------- | ---------------------------------------------------------------------------- | ---------------------------------------------------------------------------- | ---------------------------------------------------------------------------- | ---------------------------------------------------------------------------- | ---------------------------------------------------------------------------- | ---------------------------------------------------------------------------- | ---------------------------------------------------------------------------- | ---------------------------------------------------------------------------- | ---------------------------------------------------------------------------- |
| Positie                                                                      | 17                                                                           | 12                                                                           | 3                                                                            | 2                                                                            | 3                                                                            | 5                                                                            | 6                                                                            | 7                                                                            | 7                                                                            | 9                                                                            | 9                                                                            | 12                                                                           | 26                                                                           | 29                                                                           | 39                                                                           | uit                                                                          |

| "Mama / Who Do You Think You Are" in de Nederlandse Single Top 100 binnen: 08-03-1997 | "Mama / Who Do You Think You Are" in de Nederlandse Single Top 100 binnen: 08-03-1997 | "Mama / Who Do You Think You Are" in de Nederlandse Single Top 100 binnen: 08-03-1997 | "Mama / Who Do You Think You Are" in de Nederlandse Single Top 100 binnen: 08-03-1997 | "Mama / Who Do You Think You Are" in de Nederlandse Single Top 100 binnen: 08-03-1997 | "Mama / Who Do You Think You Are" in de Nederlandse Single Top 100 binnen: 08-03-1997 | "Mama / Who Do You Think You Are" in de Nederlandse Single Top 100 binnen: 08-03-1997 | "Mama / Who Do You Think You Are" in de Nederlandse Single Top 100 binnen: 08-03-1997 | "Mama / Who Do You Think You Are" in de Nederlandse Single Top 100 binnen: 08-03-1997 | "Mama / Who Do You Think You Are" in de Nederlandse Single Top 100 binnen: 08-03-1997 | "Mama / Who Do You Think You Are" in de Nederlandse Single Top 100 binnen: 08-03-1997 | "Mama / Who Do You Think You Are" in de Nederlandse Single Top 100 binnen: 08-03-1997 | "Mama / Who Do You Think You Are" in de Nederlandse Single Top 100 binnen: 08-03-1997 | "Mama / Who Do You Think You Are" in de Nederlandse Single Top 100 binnen: 08-03-1997 | "Mama / Who Do You Think You Are" in de Nederlandse Single Top 100 binnen: 08-03-1997 | "Mama / Who Do You Think You Are" in de Nederlandse Single Top 100 binnen: 08-03-1997 | "Mama / Who Do You Think You Are" in de Nederlandse Single Top 100 binnen: 08-03-1997 | "Mama / Who Do You Think You Are" in de Nederlandse Single Top 100 binnen: 08-03-1997 | "Mama / Who Do You Think You Are" in de Nederlandse Single Top 100 binnen: 08-03-1997 | "Mama / Who Do You Think You Are" in de Nederlandse Single Top 100 binnen: 08-03-1997 | "Mama / Who Do You Think You Are" in de Nederlandse Single Top 100 binnen: 08-03-1997 | "Mama / Who Do You Think You Are" in de Nederlandse Single Top 100 binnen: 08-03-1997 | "Mama / Who Do You Think You Are" in de Nederlandse Single Top 100 binnen: 08-03-1997 | "Mama / Who Do You Think You Are" in de Nederlandse Single Top 100 binnen: 08-03-1997 | "Mama / Who Do You Think You Are" in de Nederlandse Single Top 100 binnen: 08-03-1997 | "Mama / Who Do You Think You Are" in de Nederlandse Single Top 100 binnen: 08-03-1997 | "Mama / Who Do You Think You Are" in de Nederlandse Single Top 100 binnen: 08-03-1997 | "Mama / Who Do You Think You Are" in de Nederlandse Single Top 100 binnen: 08-03-1997 |
| Week                                                                                  | 1                                                                                     | 2                                                                                     | 3                                                                                     | 4                                                                                     | 5                                                                                     | 6                                                                                     | 7                                                                                     | 8                                                                                     | 9                                                                                     | 10                                                                                    | 11                                                                                    | 12                                                                                    | 13                                                                                    | 14                                                                                    | 15                                                                                    | 16                                                                                    | 17                                                                                    | 18                                                                                    | 19                                                                                    | 20                                                                                    | 21                                                                                    | 22                                                                                    | 23                                                                                    | 24                                                                                    | 25                                                                                    | 26                                                                                    |                                                                                       |
| ------------------------------------------------------------------------------------- | ------------------------------------------------------------------------------------- | ------------------------------------------------------------------------------------- | ------------------------------------------------------------------------------------- | ------------------------------------------------------------------------------------- | ------------------------------------------------------------------------------------- | ------------------------------------------------------------------------------------- | ------------------------------------------------------------------------------------- | ------------------------------------------------------------------------------------- | ------------------------------------------------------------------------------------- | ------------------------------------------------------------------------------------- | ------------------------------------------------------------------------------------- | ------------------------------------------------------------------------------------- | ------------------------------------------------------------------------------------- | ------------------------------------------------------------------------------------- | ------------------------------------------------------------------------------------- | ------------------------------------------------------------------------------------- | ------------------------------------------------------------------------------------- | ------------------------------------------------------------------------------------- | ------------------------------------------------------------------------------------- | ------------------------------------------------------------------------------------- | ------------------------------------------------------------------------------------- | ------------------------------------------------------------------------------------- | ------------------------------------------------------------------------------------- | ------------------------------------------------------------------------------------- | ------------------------------------------------------------------------------------- | ------------------------------------------------------------------------------------- | ------------------------------------------------------------------------------------- |
| Positie                                                                               | 70                                                                                    | 21                                                                                    | 9                                                                                     | 5                                                                                     | 3                                                                                     | 3                                                                                     | 3                                                                                     | 5                                                                                     | 4                                                                                     | 4                                                                                     | 4                                                                                     | 5                                                                                     | 11                                                                                    | 14                                                                                    | 20                                                                                    | 22                                                                                    | 31                                                                                    | 31                                                                                    | 33                                                                                    | 37                                                                                    | 46                                                                                    | 50                                                                                    | 52                                                                                    | 62                                                                                    | 68                                                                                    | 76                                                                                    | uit                                                                                   |

| "Mama / Who Do You Think You Are" in de Vlaamse Ultratop 50 binnen: 22-03-1997 | "Mama / Who Do You Think You Are" in de Vlaamse Ultratop 50 binnen: 22-03-1997 | "Mama / Who Do You Think You Are" in de Vlaamse Ultratop 50 binnen: 22-03-1997 | "Mama / Who Do You Think You Are" in de Vlaamse Ultratop 50 binnen: 22-03-1997 | "Mama / Who Do You Think You Are" in de Vlaamse Ultratop 50 binnen: 22-03-1997 | "Mama / Who Do You Think You Are" in de Vlaamse Ultratop 50 binnen: 22-03-1997 | "Mama / Who Do You Think You Are" in de Vlaamse Ultratop 50 binnen: 22-03-1997 | "Mama / Who Do You Think You Are" in de Vlaamse Ultratop 50 binnen: 22-03-1997 | "Mama / Who Do You Think You Are" in de Vlaamse Ultratop 50 binnen: 22-03-1997 | "Mama / Who Do You Think You Are" in de Vlaamse Ultratop 50 binnen: 22-03-1997 | "Mama / Who Do You Think You Are" in de Vlaamse Ultratop 50 binnen: 22-03-1997 | "Mama / Who Do You Think You Are" in de Vlaamse Ultratop 50 binnen: 22-03-1997 | "Mama / Who Do You Think You Are" in de Vlaamse Ultratop 50 binnen: 22-03-1997 | "Mama / Who Do You Think You Are" in de Vlaamse Ultratop 50 binnen: 22-03-1997 | "Mama / Who Do You Think You Are" in de Vlaamse Ultratop 50 binnen: 22-03-1997 | "Mama / Who Do You Think You Are" in de Vlaamse Ultratop 50 binnen: 22-03-1997 | "Mama / Who Do You Think You Are" in de Vlaamse Ultratop 50 binnen: 22-03-1997 | "Mama / Who Do You Think You Are" in de Vlaamse Ultratop 50 binnen: 22-03-1997 | "Mama / Who Do You Think You Are" in de Vlaamse Ultratop 50 binnen: 22-03-1997 | "Mama / Who Do You Think You Are" in de Vlaamse Ultratop 50 binnen: 22-03-1997 |
| Week                                                                           | 1                                                                              | 2                                                                              | 3                                                                              | 4                                                                              | 5                                                                              | 6                                                                              | 7                                                                              | 8                                                                              | 9                                                                              | 10                                                                             | 11                                                                             | 12                                                                             | 13                                                                             | 14                                                                             | 15                                                                             | 16                                                                             | 17                                                                             | 18                                                                             |                                                                                |
| ------------------------------------------------------------------------------ | ------------------------------------------------------------------------------ | ------------------------------------------------------------------------------ | ------------------------------------------------------------------------------ | ------------------------------------------------------------------------------ | ------------------------------------------------------------------------------ | ------------------------------------------------------------------------------ | ------------------------------------------------------------------------------ | ------------------------------------------------------------------------------ | ------------------------------------------------------------------------------ | ------------------------------------------------------------------------------ | ------------------------------------------------------------------------------ | ------------------------------------------------------------------------------ | ------------------------------------------------------------------------------ | ------------------------------------------------------------------------------ | ------------------------------------------------------------------------------ | ------------------------------------------------------------------------------ | ------------------------------------------------------------------------------ | ------------------------------------------------------------------------------ | ------------------------------------------------------------------------------ |
| Positie                                                                        | 22                                                                             | 13                                                                             | 17                                                                             | 16                                                                             | 13                                                                             | 12                                                                             | 12                                                                             | 13                                                                             | 10                                                                             | 10                                                                             | 13                                                                             | 21                                                                             | 22                                                                             | 22                                                                             | 26                                                                             | 35                                                                             | 38                                                                             | 49                                                                             | uit                                                                            |

### NPO Radio 2 Top 2000
Mama stond alleen in 1999 in de NPO Radio 2 Top 2000, op plek 783.